# USS Almaack (AKA-10)
L'USS Almaack (AKA-10) était un navire de guerre cargo de la classe Almaack. Le navire fut d'abord lancé en tant qu'un navire marchand nommé Executor le 14 mars 1940. Il effectua deux voyages en Inde avant d'être acquis par la US Navy le 3 juin 1941.

## Annexe